# Saulces-Monclin
Saulces-Monclin település Franciaországban, Ardennes megyében. Lakosainak száma 841 fő (2022. január 1.). Saulces-Monclin Auboncourt-Vauzelles, Chesnois-Auboncourt, Corny-Machéroménil, Faissault, Faux, Puiseux, Sorcy-Bauthémont és Vaux-Montreuil községekkel határos.

## Népesség
A település népessége az elmúlt években az alábbi módon változott:
| Lakosok száma | 526  | 474  | 513  | 617  | 716  | 771  | 811  | 831  | 835  | 841  |
|               | 1968 | 1982 | 1990 | 2006 | 2013 | 2015 | 2017 | 2019 | 2020 | 2022 |